# Bernd Grose
Bernd Anselm Grose (* 1933 in Berlin; † 29. Januar 2019) war ein deutscher Architekt und Hochschullehrer.

## Leben
Die Familie von Bernd Grose zog nach Kriegsende von Berlin in das schwäbische Krumbach. Nach dem Abitur am Gymnasium in Günzburg studierte er von 1951 bis 1956 Architektur an der Technischen Universität München und war anschließend in Büros in Duisburg, Saarbrücken und Mailand tätig. In Krumbach gründete er ein eigenes Architekturbüro, parallel absolvierte er ein 1968 ein Aufbaustudium für Städtebau und Raumplanung in München, und trat in den höheren technischen Verwaltungsdienstes des Freistaats Bayern ein, zuletzt als Baurat bei der Obersten Baubehörde im Bayerischen Staatsministerium des Inneren tätig.
1971 erhielt er einen Ruf auf die Professur für Baukonstruktion, Architekturzeichnung, Entwurf und Städtebau an die Hochschule Augsburg. Er war langjähriger Dekan sowie Mitglied des Hochschulsenats und des Prüfungsausschusses. Grose prägte die Entwicklung der Hochschule und insbesondere der Fakultät für Architektur und Bauwesen entscheidend. 1995 ging er in den Ruhestand.
Grose war Mitglied des Schwäbischen Architekten- und Ingenieurvereins (SAIV).